# Jug

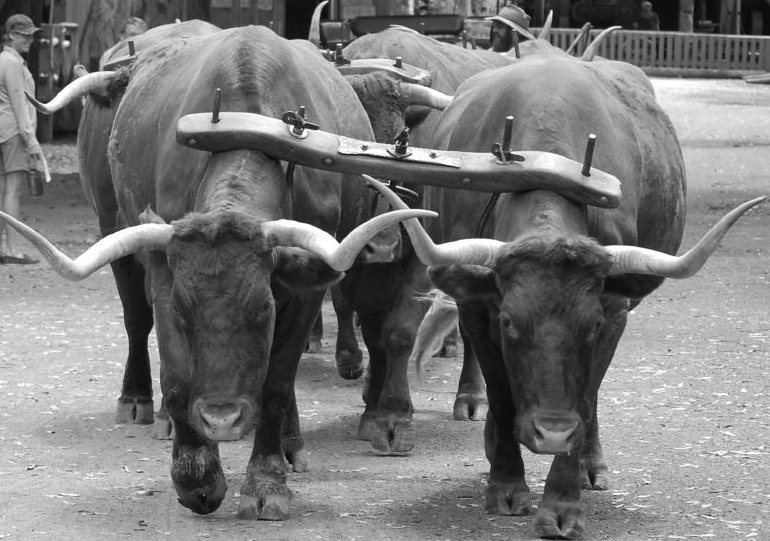
Boi înjugaţi

Jugul este un dispozitiv conceput încă din antichitate pentru tracțiune animală. Atunci când este aplicat pe partea frontală a corpului unuia sau mai multor animale, permite atașarea unei mașini și manevrarea de către un operator, în mod obișnuit poziționat în partea posterioară sau lateral.
Prin extensie, termenul este folosit în mod tradițional pentru a se referi la unitatea de operare, în general o pereche de boi . În heraldică este de asemenea un simbol al supunerii.

## Legături externe
- en Information on how a yoke is carved Arhivat în 26 iulie 2011, la Wayback Machine. (ISCOWP)